# WWE Queen of the Ring
El Queen of the Ring tournament (anteriormente llamado Queen's Crown) es un torneo organizado por la empresa de lucha libre profesional WWE realizado por primera vez en el año 2021. Esta es la contraparte femenina del King of the Ring, el cual tiene historia desde 1985. Se iba a celebrar un evento dedicado en 2023 junto con el torneo masculino, pero fue cancelado; sin embargo, fue reprogramado para 2024 titulado King & Queen of the Ring. Junto con el regreso del torneo en 2024, pasó a llamarse «Queen of the Ring».

## Historia
En 1985, la entonces WWF estableció el torneo King of the Ring donde se desarrollaban luchas clasificatorias y eliminatorias del cual, el ganador era premiado con una corona y un cetro bajo el título de "Rey del Ring" (generalmente el ganador reemplazaba su nombre por el título "King").
En 2016, WWE vivió la denominada "revolución femenina" donde las luchadoras comenzaron a ser tratadas como al resto de sus compañeros, a través de diversas luchas que solían ser exclusivamente para varones, como el Hell in a Cell, el Money in the Bank y el Royal Rumble. En octubre de 2021, WWE estableció la contraparte femenina del torneo King of the Ring llamado torneo "Queen's Crown" (Corona de la Reina), que se llevaría a cabo entre luchadoras de las marcas Raw y SmackDown. Se anunció que el torneo inaugural se celebraría simultáneamente con el torneo King of the Ring de 2021 donde ambos finalizarían en el PPV Crown Jewel. En dicho evento, Zelina Vega derrotó a Doudrop, ganando así el torneo y el título de "Reina de la WWE" ("Queen of WWE" en inglés). Bajo este nuevo hito, la ganadora cambia de nombre en base al título de "Queen (nombre de la ganadora)".
El 7 de abril de 2024, durante la noche 2 de WrestleMania XL, se anunciaron planes para seguir adelante con el evento King & Queen of the Ring en Arabia Saudita en el Jeddah Super Dome en Yeda. Estaba programado para el 25 de mayo de 2024, y sufriría otro cambio de nombre, esta vez como "Queen of the Ring" para impulsar un trato igualitario entre luchadores y luchadoras.

## Resultados

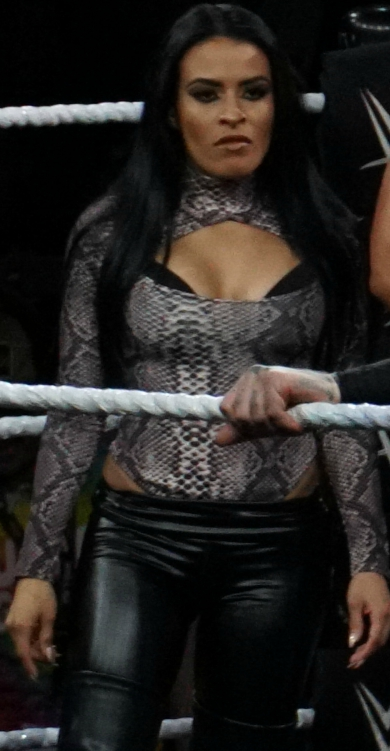
Zelina Vega, la primera ganadora.

### Años 2020

#### 2021
Se asignaron a 4 luchadoras de Raw y 4 de SmackDown, los cuales son Zelina Vega, Toni Storm, Carmella y Liv Morgan, que provienen de SmackDown; mientras que Dana Brooke, Doudrop, Natalya y Shayna Baszler son por parte de Raw. La final de torneo fue en Crown Jewel el 21 de octubre.
|  | Cuartos de final                  | Cuartos de final                  |          |                | Semifinales                        | Semifinales                        |  |             | Final                     | Final                     |  |
|  | 8 de octubre SD 11 de octubre Raw | 8 de octubre SD 11 de octubre Raw |          |                | 15 de octubre SD 18 de octubre Raw | 15 de octubre SD 18 de octubre Raw |  |             | 21 de octubre Crown Jewel | 21 de octubre Crown Jewel |  |
|  |                                   |                                   |          |                |                                    |                                    |  |             |                           |                           |  |
|  |                                   |                                   |          |                |                                    |                                    |  |             |                           |                           |  |
|  | Toni Storm                        | 2:10                              |          |                |                                    |                                    |  |             |                           |                           |  |
|  | Toni Storm                        | 2:10                              |          |                |                                    |                                    |  |             |                           |                           |  |
|  | Zelina Vega                       | Pin                               |          |                |                                    |                                    |  |             |                           |                           |  |
|  | Zelina Vega                       | Pin                               |          | Zelina Vega    | Pin                                |                                    |  |             |                           |                           |  |
|  |                                   |                                   |          | Zelina Vega    | Pin                                |                                    |  |             |                           |                           |  |
|  |                                   |                                   | Carmella | 3:25           |                                    |                                    |  |             |                           |                           |  |
|  | Liv Morgan                        | 1:40                              | Carmella | 3:25           |                                    |                                    |  |             |                           |                           |  |
|  | Liv Morgan                        | 1:40                              |          |                |                                    |                                    |  |             |                           |                           |  |
|  | Carmella                          | Pin                               |          |                |                                    |                                    |  |             |                           |                           |  |
|  | Carmella                          | Pin                               |          |                |                                    |                                    |  | Zelina Vega | Pin                       |                           |  |
|  |                                   |                                   |          |                |                                    |                                    |  | Zelina Vega | Pin                       |                           |  |
|  |                                   |                                   | Doudrop  | 5:50           |                                    |                                    |  |             |                           |                           |  |
|  | Dana Brooke                       | 1:25                              | Doudrop  | 5:50           |                                    |                                    |  |             |                           |                           |  |
|  | Dana Brooke                       | 1:25                              |          |                |                                    |                                    |  |             |                           |                           |  |
|  | Shayna Baszler                    | Pin                               |          |                |                                    |                                    |  |             |                           |                           |  |
|  | Shayna Baszler                    | Pin                               |          | Shayna Baszler | 2:45                               |                                    |  |             |                           |                           |  |
|  |                                   |                                   |          | Shayna Baszler | 2:45                               |                                    |  |             |                           |                           |  |
|  |                                   |                                   | Doudrop  | Pin            |                                    |                                    |  |             |                           |                           |  |
|  | Doudrop                           | Pin                               | Doudrop  | Pin            |                                    |                                    |  |             |                           |                           |  |
|  | Doudrop                           | Pin                               |          |                |                                    |                                    |  |             |                           |                           |  |
|  | Natalya                           | 3:00                              |          |                |                                    |                                    |  |             |                           |                           |  |
|  | Natalya                           | 3:00                              |          |                |                                    |                                    |  |             |                           |                           |  |
|  |                                   |                                   |          |                |                                    |                                    |  |             |                           |                           |  |

##### QCT: 1.ª ronda
- Zelina Vega derrotó a Toni Storm.
  - Vega cubrió a Storm con un «Sunset Flip-PowerBomb».
- Carmella derrotó a Liv Morgan.
  - Carmella cubrió a Morgan después de un «Superkick».
- Shayna Baszler derrotó a Dana Brooke.
  - Baszler cubrió a Brooke después de un «Knee-Shot».
- Doudrop derrotó a Natalya.
  - Doudrop cubrió a Natalya después de un «Roll-Up».

##### QCT: Semifinal
- Zelina Vega derrotó a Carmella.
  - Vega cubrió a Carmella después de un «Roll-Up».
  - Durante la lucha, Liv Morgan interfirió a favor de Vega.
- Doudrop derrotó a Shayna Baszler.
  - Doudrop cubrió a Baszler después de un «Roll-Up».

##### QCT: Final
- Zelina Vega derrotó a Doudrop y ganó el inaugural Queen's Crown en Crown Jewel.
  - Vega cubrió a Doudrop después de un «Code Red».
  - Vega se convirtió en la primera Reina de la WWE en la historia del torneo.
  - La ceremonia de coronación se llevó a cabo en el Raw del 25 de octubre, pasándose a llamar Queen Zelina.

#### 2024
|  | Ronda Clasificatoria | Ronda Clasificatoria | Ronda Clasificatoria |               |                | Cuartos de final | Cuartos de final | Cuartos de final |  |     | Semifinales | Semifinales | Semifinales |  |     | Final         | Final | Final |  |
|  |                      |                      |                      |               |                |                  |                  |                  |  |     |             |             |             |  |     |               |       |       |  |
|  |                      |                      |                      |               |                |                  |                  |                  |  |     |             |             |             |  |     |               |       |       |  |
|  | Raw                  | Shayna Baszler       | Sub                  |               |                |                  |                  |                  |  |     |             |             |             |  |     |               |       |       |  |
|  | Raw                  | Shayna Baszler       | Sub                  |               |                |                  |                  |                  |  |     |             |             |             |  |     |               |       |       |  |
|  | Raw                  | Maxxine Dupri        |                      |               |                |                  |                  |                  |  |     |             |             |             |  |     |               |       |       |  |
|  | Raw                  | Maxxine Dupri        |                      | Raw           | Shayna Baszler | 10:00            |                  |                  |  |     |             |             |             |  |     |               |       |       |  |
|  |                      |                      |                      | Raw           | Shayna Baszler | 10:00            |                  |                  |  |     |             |             |             |  |     |               |       |       |  |
|  |                      |                      | Raw                  | Iyo Sky       | Pin            |                  |                  |                  |  |     |             |             |             |  |     |               |       |       |  |
|  | Raw                  | Iyo Sky              | Raw                  | Iyo Sky       | Pin            | Pin              |                  |                  |  |     |             |             |             |  |     |               |       |       |  |
|  | Raw                  | Iyo Sky              |                      |               |                |                  |                  |                  |  |     |             |             |             |  |     |               |       |       |  |
|  | Raw                  | Natalya              | 10:20                |               |                |                  |                  |                  |  |     |             |             |             |  |     |               |       |       |  |
|  | Raw                  | Natalya              | 10:20                |               |                |                  |                  |                  |  | Raw | Iyo Sky     | 19:15       |             |  |     |               |       |       |  |
|  |                      |                      |                      |               |                |                  |                  |                  |  | Raw | Iyo Sky     | 19:15       |             |  |     |               |       |       |  |
|  |                      |                      | Raw                  | Lyra Valkyria | Pin            |                  |                  |                  |  |     |             |             |             |  |     |               |       |       |  |
|  | Raw                  | Dakota Kai           | Raw                  | Lyra Valkyria | Pin            | 8:50             |                  |                  |  |     |             |             |             |  |     |               |       |       |  |
|  | Raw                  | Dakota Kai           |                      |               |                |                  |                  |                  |  |     |             |             |             |  |     |               |       |       |  |
|  | Raw                  | Lyra Valkyria        | Pin                  |               |                |                  |                  |                  |  |     |             |             |             |  |     |               |       |       |  |
|  | Raw                  | Lyra Valkyria        | Pin                  |               | Raw            | Lyra Valkyria    | Pin              |                  |  |     |             |             |             |  |     |               |       |       |  |
|  |                      |                      |                      |               | Raw            | Lyra Valkyria    | Pin              |                  |  |     |             |             |             |  |     |               |       |       |  |
|  |                      |                      | Raw                  | Zoey Stark    | 9:00           |                  |                  |                  |  |     |             |             |             |  |     |               |       |       |  |
|  | Raw                  | Ivy Nile             | Raw                  | Zoey Stark    | 9:00           | 5:20             |                  |                  |  |     |             |             |             |  |     |               |       |       |  |
|  | Raw                  | Ivy Nile             |                      |               |                |                  |                  |                  |  |     |             |             |             |  |     |               |       |       |  |
|  | Raw                  | Zoey Stark           | Pin                  |               |                |                  |                  |                  |  |     |             |             |             |  |     |               |       |       |  |
|  | Raw                  | Zoey Stark           | Pin                  |               |                |                  |                  |                  |  |     |             |             |             |  | Raw | Lyra Valkyria | 9:40  |       |  |
|  |                      |                      |                      |               |                |                  |                  |                  |  |     |             |             |             |  | Raw | Lyra Valkyria | 9:40  |       |  |
|  |                      |                      | SD                   | Nia Jax       | Pin            |                  |                  |                  |  |     |             |             |             |  |     |               |       |       |  |
|  | SD                   | Naomi                | SD                   | Nia Jax       | Pin            | 8:21             |                  |                  |  |     |             |             |             |  |     |               |       |       |  |
|  | SD                   | Naomi                |                      |               |                |                  |                  |                  |  |     |             |             |             |  |     |               |       |       |  |
|  | SD                   | Nia Jax              | Pin                  |               |                |                  |                  |                  |  |     |             |             |             |  |     |               |       |       |  |
|  | SD                   | Nia Jax              | Pin                  |               | SD             | Nia Jax          | DQ               |                  |  |     |             |             |             |  |     |               |       |       |  |
|  |                      |                      |                      |               | SD             | Nia Jax          | DQ               |                  |  |     |             |             |             |  |     |               |       |       |  |
|  |                      |                      | SD                   | Jade Cargill  | 2:12           |                  |                  |                  |  |     |             |             |             |  |     |               |       |       |  |
|  | SD                   | Jade Cargill         | SD                   | Jade Cargill  | 2:12           | Pin              |                  |                  |  |     |             |             |             |  |     |               |       |       |  |
|  | SD                   | Jade Cargill         |                      |               |                |                  |                  |                  |  |     |             |             |             |  |     |               |       |       |  |
|  | SD                   | Piper Niven          | 5:23                 |               |                |                  |                  |                  |  |     |             |             |             |  |     |               |       |       |  |
|  | SD                   | Piper Niven          | 5:23                 |               |                |                  |                  |                  |  | SD  | Nia Jax     | Pin         |             |  |     |               |       |       |  |
|  |                      |                      |                      |               |                |                  |                  |                  |  | SD  | Nia Jax     | Pin         |             |  |     |               |       |       |  |
|  |                      |                      | SD                   | Bianca Belair | 11:57          |                  |                  |                  |  |     |             |             |             |  |     |               |       |       |  |
|  | SD                   | Michin               | SD                   | Bianca Belair | 11:57          |                  |                  |                  |  |     |             |             |             |  |     |               |       |       |  |
|  | SD                   | Michin               |                      |               |                |                  |                  |                  |  |     |             |             |             |  |     |               |       |       |  |
|  | SD                   | Tiffany Stratton     | Pin                  |               |                |                  |                  |                  |  |     |             |             |             |  |     |               |       |       |  |
|  | SD                   | Tiffany Stratton     | Pin                  |               | SD             | Tiffany Stratton | 13:10            |                  |  |     |             |             |             |  |     |               |       |       |  |
|  |                      |                      |                      |               | SD             | Tiffany Stratton | 13:10            |                  |  |     |             |             |             |  |     |               |       |       |  |
|  |                      |                      | SD                   | Bianca Belair | Pin            |                  |                  |                  |  |     |             |             |             |  |     |               |       |       |  |
|  | SD                   | Bianca Belair        | SD                   | Bianca Belair | Pin            | Pin              |                  |                  |  |     |             |             |             |  |     |               |       |       |  |
|  | SD                   | Bianca Belair        |                      |               |                |                  |                  |                  |  |     |             |             |             |  |     |               |       |       |  |
|  | SD                   | Candice LeRae        | 2:48                 |               |                |                  |                  |                  |  |     |             |             |             |  |     |               |       |       |  |
|  | SD                   | Candice LeRae        | 2:48                 |               |                |                  |                  |                  |  |     |             |             |             |  |     |               |       |       |  |
|  |                      |                      |                      |               |                |                  |                  |                  |  |     |             |             |             |  |     |               |       |       |  |

1. ↑  Reemplazó a Zelina Vega por lesión.
2. ↑  Reemplazó a Asuka por lesión.

#### 2025
Durante el episodio del 6 de junio de SmackDown, se anunció el torneo para coronar a la nueva Queen of the Ring comenzarían en el episodio del 9 de junio de Raw, y posteriormente se celebrarían en episodios de Raw y SmackDown y culminarían en Night of Champions con la ganadora del torneo recibiendo un combate por el campeonato mundial de su respectiva marca en SummerSlam.
|  |                                                               |                                                               |                                                               |       |               |                                                       |                                                       |                                                       |  |  |                                         |                                         |                                         |
|  | Primera Ronda (Raw, 9 y 16 de junio) (SmackDown, 13 de junio) | Primera Ronda (Raw, 9 y 16 de junio) (SmackDown, 13 de junio) | Primera Ronda (Raw, 9 y 16 de junio) (SmackDown, 13 de junio) |       |               | Semifinal (SmackDown, 20 de junio) (Raw, 23 de junio) | Semifinal (SmackDown, 20 de junio) (Raw, 23 de junio) | Semifinal (SmackDown, 20 de junio) (Raw, 23 de junio) |  |  | Final (Night of Champions, 28 de junio) | Final (Night of Champions, 28 de junio) | Final (Night of Champions, 28 de junio) |
|  | Primera Ronda (Raw, 9 y 16 de junio) (SmackDown, 13 de junio) | Primera Ronda (Raw, 9 y 16 de junio) (SmackDown, 13 de junio) | Primera Ronda (Raw, 9 y 16 de junio) (SmackDown, 13 de junio) |       |               | Semifinal (SmackDown, 20 de junio) (Raw, 23 de junio) | Semifinal (SmackDown, 20 de junio) (Raw, 23 de junio) | Semifinal (SmackDown, 20 de junio) (Raw, 23 de junio) |  |  | Final (Night of Champions, 28 de junio) | Final (Night of Champions, 28 de junio) | Final (Night of Champions, 28 de junio) |
|  |                                                               |                                                               |                                                               |       |               |                                                       |                                                       |                                                       |  |  |                                         |                                         |                                         |
|  |                                                               |                                                               |                                                               |       |               |                                                       |                                                       |                                                       |  |  |                                         |                                         |                                         |
|  | Raw                                                           | Rhea Ripley                                                   | —                                                             |       |               |                                                       |                                                       |                                                       |  |  |                                         |                                         |                                         |
|  | Raw                                                           | Rhea Ripley                                                   | —                                                             |       |               |                                                       |                                                       |                                                       |  |  |                                         |                                         |                                         |
|  | Raw                                                           | Kairi Sane                                                    | 12:50                                                         |       |               |                                                       |                                                       |                                                       |  |  |                                         |                                         |                                         |
|  | Raw                                                           | Kairi Sane                                                    | 12:50                                                         |       |               |                                                       |                                                       |                                                       |  |  |                                         |                                         |                                         |
|  | Raw                                                           | Liv Morgan                                                    | —                                                             |       |               |                                                       |                                                       |                                                       |  |  |                                         |                                         |                                         |
|  | Raw                                                           | Liv Morgan                                                    | —                                                             |       |               |                                                       |                                                       |                                                       |  |  |                                         |                                         |                                         |
|  | Raw                                                           | Roxanne Perez                                                 | Pin                                                           |       |               |                                                       |                                                       |                                                       |  |  |                                         |                                         |                                         |
|  | Raw                                                           | Roxanne Perez                                                 | Pin                                                           |       |               |                                                       |                                                       |                                                       |  |  |                                         |                                         |                                         |
|  |                                                               |                                                               |                                                               | Raw   | Roxanne Perez | 11:30                                                 |                                                       |                                                       |  |  |                                         |                                         |                                         |
|  |                                                               |                                                               |                                                               | Raw   | Roxanne Perez | 11:30                                                 |                                                       |                                                       |  |  |                                         |                                         |                                         |
|  |                                                               |                                                               |                                                               |       |               | SD                                                    | Jade Cargill                                          | Pin                                                   |  |  |                                         |                                         |                                         |
|  |                                                               |                                                               |                                                               |       |               | SD                                                    | Jade Cargill                                          | Pin                                                   |  |  |                                         |                                         |                                         |
|  | SD                                                            | Jade Cargill                                                  | Pin                                                           |       |               |                                                       |                                                       |                                                       |  |  |                                         |                                         |                                         |
|  | SD                                                            | Jade Cargill                                                  | Pin                                                           |       |               |                                                       |                                                       |                                                       |  |  |                                         |                                         |                                         |
|  | SD                                                            | Michin                                                        | —                                                             |       |               |                                                       |                                                       |                                                       |  |  |                                         |                                         |                                         |
|  | SD                                                            | Michin                                                        | —                                                             |       |               |                                                       |                                                       |                                                       |  |  |                                         |                                         |                                         |
|  | SD                                                            | Piper Niven                                                   | 12:50                                                         |       |               |                                                       |                                                       |                                                       |  |  |                                         |                                         |                                         |
|  | SD                                                            | Piper Niven                                                   | 12:50                                                         |       |               |                                                       |                                                       |                                                       |  |  |                                         |                                         |                                         |
|  | SD                                                            | Nia Jax                                                       | —                                                             |       |               |                                                       |                                                       |                                                       |  |  |                                         |                                         |                                         |
|  | SD                                                            | Nia Jax                                                       | —                                                             |       |               |                                                       |                                                       |                                                       |  |  |                                         |                                         |                                         |
|  |                                                               |                                                               |                                                               | SD    | Jade Cargill  | Pin                                                   |                                                       |                                                       |  |  |                                         |                                         |                                         |
|  |                                                               |                                                               |                                                               |       |               |                                                       |                                                       |                                                       |  |  |                                         |                                         |                                         |
|  |                                                               |                                                               | Raw                                                           | Asuka | 8:30          |                                                       |                                                       |                                                       |  |  |                                         |                                         |                                         |
|  |                                                               |                                                               |                                                               | Asuka | 8:30          |                                                       |                                                       |                                                       |  |  |                                         |                                         |                                         |
|  | SD                                                            | Charlotte Flair                                               | —                                                             |       |               |                                                       |                                                       |                                                       |  |  |                                         |                                         |                                         |
|  | SD                                                            | Charlotte Flair                                               | —                                                             |       |               |                                                       |                                                       |                                                       |  |  |                                         |                                         |                                         |
|  | SD                                                            | Alexa Bliss                                                   | Pin                                                           |       |               |                                                       |                                                       |                                                       |  |  |                                         |                                         |                                         |
|  | SD                                                            | Alexa Bliss                                                   | Pin                                                           |       |               |                                                       |                                                       |                                                       |  |  |                                         |                                         |                                         |
|  | SD                                                            | Alba Fyre                                                     | —                                                             |       |               |                                                       |                                                       |                                                       |  |  |                                         |                                         |                                         |
|  | SD                                                            | Alba Fyre                                                     | —                                                             |       |               |                                                       |                                                       |                                                       |  |  |                                         |                                         |                                         |
|  | SD                                                            | Candice LeRae                                                 | 11:00                                                         |       |               |                                                       |                                                       |                                                       |  |  |                                         |                                         |                                         |
|  | SD                                                            | Candice LeRae                                                 | 11:00                                                         |       |               |                                                       |                                                       |                                                       |  |  |                                         |                                         |                                         |
|  |                                                               |                                                               |                                                               | SD    | Alexa Bliss   | 9:25                                                  |                                                       |                                                       |  |  |                                         |                                         |                                         |
|  |                                                               |                                                               |                                                               | SD    | Alexa Bliss   | 9:25                                                  |                                                       |                                                       |  |  |                                         |                                         |                                         |
|  |                                                               |                                                               |                                                               |       |               | Raw                                                   | Asuka                                                 | Pin                                                   |  |  |                                         |                                         |                                         |
|  |                                                               |                                                               |                                                               |       |               | Raw                                                   | Asuka                                                 | Pin                                                   |  |  |                                         |                                         |                                         |
|  | Raw                                                           | Asuka                                                         | Pin                                                           |       |               |                                                       |                                                       |                                                       |  |  |                                         |                                         |                                         |
|  | Raw                                                           | Asuka                                                         | Pin                                                           |       |               |                                                       |                                                       |                                                       |  |  |                                         |                                         |                                         |
|  | Raw                                                           | Stephanie Vaquer                                              | —                                                             |       |               |                                                       |                                                       |                                                       |  |  |                                         |                                         |                                         |
|  | Raw                                                           | Stephanie Vaquer                                              | —                                                             |       |               |                                                       |                                                       |                                                       |  |  |                                         |                                         |                                         |
|  | Raw                                                           | Raquel Rodriguez                                              | 15:50                                                         |       |               |                                                       |                                                       |                                                       |  |  |                                         |                                         |                                         |
|  | Raw                                                           | Raquel Rodriguez                                              | 15:50                                                         |       |               |                                                       |                                                       |                                                       |  |  |                                         |                                         |                                         |
|  | Raw                                                           | Ivy Nile                                                      | —                                                             |       |               |                                                       |                                                       |                                                       |  |  |                                         |                                         |                                         |
|  | Raw                                                           | Ivy Nile                                                      | —                                                             |       |               |                                                       |                                                       |                                                       |  |  |                                         |                                         |                                         |

1. ↑  Reemplazó a Chelsea Green quien no pudo asistir esa noche.